# Arcangues (cheval)
Pour les articles homonymes, voir Arcangues (homonymie).
Arcangues (1988–2006) est un cheval de course pur-sang français. Sa victoire dans la Breeders' Cup Classic 1993 causa l'une des plus grandes surprises de l'histoire des courses américaines.

## Carrière de courses
Arcangues a fini bon dernier pour ses débuts, fin 1990, dans un maiden disputé à Saint-Cloud. Difficile de voir en ce poulain, pourtant paré de la prestigieuse casaque de son éleveur Daniel Wildenstein et entraîné par le numéro 1 français André Fabre, un futur lauréat de Breeders' Cup Classic. Son début de saison de 3 ans, trop tardif pour envisager quelque destin classique, laisse toutefois entrevoir qu'il s'agit d'un bon élément puisqu'il remporte le Prix Eugène Adam. Il confirme avec des accessits dans les Prix Guillaume d'Ornano et Niel, mais pas de quoi viser une participation au Prix de l'Arc de Triomphe. Dirigé plus prudemment vers le Prix du Conseil de Paris, il y décroche un autre accessit.
À 4 ans, Arcangues échoue de peu pour la victoire dans le Prix d'Ispahan, et démontre qu'il a l'étoffe d'un cheval de groupe 1. Et si son échec dans les Eclipse Stakes semble limiter ses ambitions, une épatante victoire dans le Prix du Prince d'Orange face à un crack en perdition, Arazi, lui donne le droit de participer à l'Arc. Cette édition 1992 est relevée et le protégé d'André Fabre, monté pour l'occasion par Gérald Mossé, accroche une honorable septième place dans une course remportée par son compagnon d'écurie Subotica, monté par son partenaire habituel, Thierry Jarnet. Arcangues poursuit sa carrière à 5 ans et son irrégularité fait osciller sa carrière entre figuration et coup d'éclat, puisqu'il s'impose dans le Prix d'Ispahan, une victoire qu'il ne confirme pas dans le Prix Dollar, début octobre.  
Arcangues aurait pu s'en tenir là ou bien être exporté vers les États-Unis par exemple, histoire d'aller cueillir quelques belles allocations sur le gazon. Alors pourquoi diable envoyer ce cheval certes doué, certes lauréat d'un groupe 1 mais très irrégulier et barré au plus haut niveau, pourquoi l'envoyer, lui, disputer la Breeders' Cup Classic, la course la plus relevée des États-Unis où les meilleurs 3 ans affrontent les meilleurs chevaux d'âge ? La course qui souvent octroie le titre suprême de cheval de l'année ? Qui plus est sur cette surface étrange qu'est le dirt où il n'a jamais posé un sabot ? Les Européens dominent régulièrement les Américains sur le gazon mais le dirt, c'est une affaire strictement yankee. À ces questions seul l'énigmatique et silencieux André Fabre connait la réponse, et il faut rappeler qu'il s'était déjà aventuré avec bonheur dans cette courses où les candidatures européennes se comptent sur les doigts d'une main : sa pouliche Jolypha avait pris une splendide troisième place dans l'édition précédente, mais Jolypha était une pouliche ultra classique, et peut-être la meilleure du monde cette année-là. Alors ni les Américains ni personne au fond ne comprend pourquoi Arcangues s'invite au départ du Classic et, même s'il est monté par le grand jockey Jerry Bailey, il n'a raisonnablement pas la moindre chance de ne serait-ce que figurer. Ce n'est peut-être pas la plus belle édition du Classic de l'histoire, mais il y a un favori solide, Bertrando, qui vient de gagner coup sur coup le Pacific Classic et les Woodward Stakes. Arcangues s'élance à la cote astronomique de 133/1. Et il gagne. C'est du jamais vu. L'une des plus grandes surprises de l'histoire des courses américaines. Arcangues devient le premier Européen à s'imposer dans la Breeders' Cup Classic. Un seul l'imitera, l'Anglais Raven's Pass en 2008. 
Arcangues aurait pu en rester là et rentrer au haras sur le coup de son invraisemblable exploit, mais il reste aux États-Unis et passe sous la coupe du Californien Richard Mandella. En 1994, on peut dire qu'il est attendu au tournant. Sa rentrée est très bonne, il gagne un groupe 2 sur le gazon. Mais il échoue ensuite nettement dans un groupe 1, toujours sur gazon. De retour sur le dirt, il participe à la Hollywood Gold Cup et finit sa carrière comme il l'avait commencée : bon dernier.  

### Résumé de carrière
| Date         | Hippodrome     | Pays        | Course                    | Statut      | Distance    | Jockey          | Place       | Écart       | Vainqueur ou deuxième |
| 1990, 2 ans  | 1990, 2 ans    | 1990, 2 ans | 1990, 2 ans               | 1990, 2 ans | 1990, 2 ans | 1990, 2 ans     | 1990, 2 ans | 1990, 2 ans | 1990, 2 ans           |
| ------------ | -------------- | ----------- | ------------------------- | ----------- | ----------- | --------------- | ----------- | ----------- | --------------------- |
| 13 novembre  | Saint-Cloud    | France      | Prix Adaris               | Maiden      | 2 000 m     | D. Bœuf         | 19e / 19    | ―           | Gilty                 |
| 1991, 3 ans  |                |             |                           |             |             |                 |             |             |                       |
| 22 juin      | Longchamp      | France      | Prix du Pré-Catelan       | Maiden      | 1 700 m     | D. Bœuf         | 1er / 8     | 1/2         | Michel Georges        |
| 14 juillet   | Saint-Cloud    | France      | Prix Eugène Adam          | Gr. 2       | 2 000 m     | T. Jarnet       | 1er / 7     | 3/4         | Fortune's Wheel       |
| 15 août      | Deauville      | France      | Prix Guillaume d'Ornano   | Gr. 2       | 2 000 m     | T. Jarnet       | 2e / 6      | cte enc.    | Gilty                 |
| 15 septembre | Longchamp      | France      | Prix Niel                 | Gr. 2       | 2 400 m     | Pat Eddery      | 3e / 8      | 3/4         | Subotica              |
| 20 octobre   | Longchamp      | France      | Prix du Conseil de Paris  | Gr. 2       | 2 400 m     | T. Jarnet       | 3e / 8      | 2           | Sleeping car          |
| 1992, 4 ans  |                |             |                           |             |             |                 |             |             |                       |
| 5 avril      | Longchamp      | France      | Prix d'Harcourt           | Gr. 2       | 2 000 m     | T. Jarnet       | 6e / 9      | 4           | Fortune's Wheel       |
| 31 mai       | Longchamp      | France      | Prix d'Ispahan            | Gr. 1       | 1 850 m     | T. Jarnet       | 2e / 11     | enc.        | Zoman                 |
| 4 juillet    | Sandown        | Royaume-Uni | Eclipse Stakes            | Gr. 1       | 2 000 m     | T. Jarnet       | 8e / 12     | 5           | Kooyonga              |
| 20 septembre | Longchamp      | France      | Prix du Prince d'Orange   | Gr. 3       | 2 000 m     | T. Jarnet       | 1er / 5     | 6           | Prince Polino         |
| 4 octobre    | Longchamp      | France      | Prix de l'Arc de Triomphe | Gr. 1       | 2 400 m     | G. Mossé        | 7e / 18     | 6           | Subotica              |
| 1993, 5 ans  |                |             |                           |             |             |                 |             |             |                       |
| 2 mai        | Longchamp      | France      | Prix Ganay                | Gr. 1       | 2 100 m     | T. Jarnet       | 7e / 8      | 13          | Vert Amande           |
| 30 mai       | Longchamp      | France      | Prix d'Ispahan            | Gr. 1       | 1 850 m     | T. Jarnet       | 1er / 7     | 1 ½         | Misil                 |
| 3 juillet    | Sandown        | Royaume-Uni | Eclipse Stakes            | Gr. 1       | 2 000 m     | T. Jarnet       | 6e / 8      | 5           | Opera House           |
| 2 octobre    | Longchamp      | France      | Prix Dollar               | Gr. 2       | 1 800 m     | T. Jarnet       | 4e / 5      | 10          | Knifebox              |
| 6 novembre   | Santa Anita    | États-Unis  | Breeders' Cup Classic     | Gr. 1       | 2 000 m     | J. Bailey       | 1er / 13    | 2           | Bertrando             |
| 1994, 6 ans  |                |             |                           |             |             |                 |             |             |                       |
| 1er mai      | Hollywood Park | États-Unis  | John Henry Handicap       | Gr. 2       | 1 800 m     | E. Delahoussaye | 1er / 4     | 1/2         | Misil                 |
| 30 mai       | Hollywood Park | États-Unis  | Hollywood Turf Handicap   | Gr. 1       | 2 000 m     | E. Delahoussaye | 5e / 8      | 9 ¼         | Grand Flotilla        |
| 4 juillet    | Hollywood Park | États-Unis  | Hollywood Gold Cup        | Gr. 1       | 2 000 m     | J. Bailey       | 5e / 5      | 10 ¾        | Slew of Damscus       |

## Au haras
En 1995 Arcangues est envoyé au Japon pour faire la monte à Nakamura Chikusan, mais il s'y montre piètre reproducteur. Mis à la retraite début 2006, il décède à la fin de cette même année, victime de fourbure.

## Origines
Pur produit de l'élevage Wildenstein, Arcangues est un fils de Sagace, qui remporta un Arc et demi, puisqu'il fut privé du doublé sur le tapis vert en 1985 au profit de son dauphin Rainbow Quest, qu'il avait un peu gêné dans la ligne d'arrivée. Sagace étant mort prématurément, Arcangues reste finalement son meilleur produit. 
Comme de tradition dans l'élevage Wildenstein, les lignées sont identifiables par les initiales des chevaux. Arcangues appartient donc à la superbe lignée des A, celle de sa grand-mère Almyre, qui intégra la jumenterie Wildenstein dans les années 70. On y trouve tant d'excellents chevaux qu'il est impossible de tous les répertorier, mais on peut tracer une descendance sélective depuis la quatrième mère Ad Altiora : 
- Ad Altiora (1953, par Labrador) : Prix de Pomone, 2e Prix Pénélope, Prix Cléopâtre, Prix de Royallieu, 3e Prix Vermeille, Prix Vanteaux. Mère de :
  - Altissima (1960, Klairon) : Poule d'Essai des Pouliches, Prix Vanteaux.
  - Sursum Corda (1968, Le Haar), mère de :
    - Sumayr (1982, Ela-Mana-Mou) : Grand Prix de Paris, Preis von Europa, 2e Woodbine International Stakes, 4e Prix de l'Arc de Triomphe.

  - Ad Gloriam (1958, Alizier), mère de :
    - Amya (1969, Sanctus), mère de :
      - Agent Double (1981, One For All) : Prix Royal Oak, Prix de Lutèce, Grand Prix de Vichy.
      - Air de Cour (1982, Vigors) : Prix du Cadran, Grand Prix de Deauville, Prix Vicomtesse Vigier, 2e Prix du Jockey Club, Prix de Barbeville.

    - Almyre (1964, Wild Risk) : 2e Prix de Pomone. Mère de :
      - Ashmore (1971, Luthier) : Grand Prix de Deauville, Prix Jean-de-Chaudenay, 2e Grand Prix de Saint-Cloud, Coronation Cup, 3e Prix Royal Oak.
      - Art Bleu (1987, Legend of France) : La Coupe, 2e Grand Prix d'Évry, 3e Prix d'Harcourt.
      - Acoma (1973, Rheffic) : Prix Minerve. Mère de :
        - Agent Bleu (1987, Vacarme) : Prix Dollar.

      - Amenity (1979, Luthier), mère de :
        - I Try (1984, Try My Best) : 2e Germinston November Handicap (Gr.1, Afrique du Sud)

      - Abbey (1974, Jim French) :
        - Deuxième mère de : 
          - Abbatiale (1995, Kaldoun) : Prix Pénélope, 2e Prix de Diane.
          - Aubergade (1996, Kaldoun) : 2e Prix Pénélope, 3e Prix de Pomone.

        - Troisième mère de : 
          - Bolshoi Ballet (2018, Galileo) : Belmont Derby Invitational, Ballysax Stakes, Derby Trial Stakes.

      - Albertine (1981, Irish River) : Prix de l'Opéra, 4e E.P. Taylor Stakes. Mère de :
        - Afrique Bleu Azur (1980, Sagace), mère de :
          - Cape Verdi (1995, Caerleon) : 1000 Guineas, Lowther Stakes, 3e Falmouth Stakes.

        - Agathe (1991, Manila) : Prix de Psyché, 2e Poule d'Essai des Pouliches, Prix Corrida, Prix Edmond Blanc, 3e Prix de Diane, Prix d'Astarté, Prix du Chemin de Fer du Nord. 
          - Aquarelliste (1998, Danehill) : Prix de Diane, Prix Vermeille, Prix Ganay, Prix Foy, Prix Exbury, 2e Prix de l'Arc de Triomphe, Hong Kong Vase, 3e Grand Prix de Saint-Cloud, 4e King George VI & Queen Elizabeth Stakes.
          - Annenkov (2002, Danehill) : Prix Gontaut-Biron, 2e CB Cox Stakes (Gr.2, Australie), La Coupe (Fr-G3,2000m), 3e Railway Stakes (Gr.1, Australie), Coongy Handicap, 4e Kingston Town Classic.
          - Arme Ancienne (1999, Sillery), mère de :
            - Ziyad (2015, Rock of Gibraltar) : Grand Prix de Deauville, 2e Grand Prix de Saint-Cloud, Grand Prix de Chantilly, Prix de Lutèce, 3e Canadian International Stakes.

          - Artiste Royal (2001, Danehill) : Charles Wittingham Memorial (Gr.1), Clement Hirsch Memorial, San Marco Stakes, La Coupe, 2e Frank E. Kilroe Mile, 3e Turf Classic.

        - Asnières (1992, Spend a Buck), mère de :
          - Forgotten Voice (2005, Danehill Dancer) : Glorious Stakes, 3e Joel Stakes, 4e Sussex Stakes.
          - Australie (2001, Sadler's Wells) : Prix de Flore.
          - Attire (2009, Danehill Dancer), mère de :
            - Luxembourg (2019, Camelot) : Futurity Trophy, Irish Champion Stakes, Beresford Stakes, Royal Whip Stakes, 3e 2000 Guineas.
            - Leo du Fury (2016, Australia) : Mooresbridge Stakes, Royal Whip Stakes.

        - Alamo Bay (1993, Nureyev) : Prix du Pin.
        - Ange Bleu (1994, Alleged), mère de :
          - Angara (2001, Alzao) : Beverly D. Stakes, Diana Stakes.

        - Altana (1998, Mountain Cat), mère de :
          - Galatée (2003, Galileo) : Blue Wind Stakes. Mère de :
            - Dartmouth (2012, Dubawi) : Hardwicke Stakes, Yorkshire Cup, John Porter Stakes, Ormonde Stakes. 2e Canadian International Stakes, Lonsdale Cup, 3e King George VI & Queen Elizabeth Stakes.
            - Manatee (2011, Monsun) : Prix du Conseil de Paris, Grand Prix de Chantilly, 3e Prix Vicomtesse Vigier, 4e Grand Prix de Saint-Cloud.

        - Arcangues

### Pedigree
| Origines de Arcangues (USA), mâle alezan né en 1988 | Origines de Arcangues (USA), mâle alezan né en 1988 | Origines de Arcangues (USA), mâle alezan né en 1988 | Origines de Arcangues (USA), mâle alezan né en 1988 |
| --------------------------------------------------- | --------------------------------------------------- | --------------------------------------------------- | --------------------------------------------------- |
| Père Sagace 1980                                    | Luthier                                             | Klairon                                             | Clarion                                             |
| Père Sagace 1980                                    | Luthier                                             | Klairon                                             | Kalmia                                              |
| Père Sagace 1980                                    | Luthier                                             | Flûte Enchantée                                     | Cranach                                             |
| Père Sagace 1980                                    | Luthier                                             | Flûte Enchantée                                     | Montagnana                                          |
| Père Sagace 1980                                    | Seneca                                              | Chaparral                                           | Val de Loir                                         |
| Père Sagace 1980                                    | Seneca                                              | Chaparral                                           | Niccolina                                           |
| Père Sagace 1980                                    | Seneca                                              | Schonbrunn                                          | Panthéon                                            |
| Père Sagace 1980                                    | Seneca                                              | Schonbrunn                                          | Scheherazade                                        |
| Mère Albertine 1981                                 | Irish River                                         | Riverman                                            | Never Bend                                          |
| Mère Albertine 1981                                 | Irish River                                         | Riverman                                            | River Lady                                          |
| Mère Albertine 1981                                 | Irish River                                         | Irish Star                                          | Klairon                                             |
| Mère Albertine 1981                                 | Irish River                                         | Irish Star                                          | Botany Bay                                          |
| Mère Albertine 1981                                 | Almyre                                              | Wild Risk                                           | Rialto                                              |
| Mère Albertine 1981                                 | Almyre                                              | Wild Risk                                           | Wild Violet                                         |
| Mère Albertine 1981                                 | Almyre                                              | Ad Gloriam                                          | Alizier                                             |
| Mère Albertine 1981                                 | Almyre                                              | Ad Gloriam                                          | Ad Altiora (famille 8-f)                            |